# أيرلندا في الألعاب الأولمبية
أيرلندا في الألعاب الأولمبية تعتبر الألعاب الأولمبية من أهم الأحداث الرياضية في أيرلندا ،يقوم المجلس الأولمبي الأيرلندي بالإشراف في شؤون مشاركات أيرلندا في الألعاب الأولمبية، كانت أيرلندا تشارك سابقاً كجزء من بريطانيا ، شاركت أيرلندا أول مرة بعد إستقلالها في سنة 1924 كان في دورة 1924 في باريس في بريطانيا، فازت أيرلندا بمشاركاتها في الألعاب الأولمبية الصيفية بمجموع 28 ميدالية منها 9 ميداليات ذهبية و8 فضية و11 برونزية، أكثر الرياضات التي تنافس فيها أيرلندا هي ألعاب القوى والملاكمة والفروسية والسباحة والإبحار ،في الألعاب الأولمبية الشتوية شاركت أيرلندا أول مرة في الألعاب الأولمبية الشتوية 1992 في ألبيرفيل في فرنسا ولم تفز حتى الآن بأي ميدالية.